# 三和町 (熊本県)
三和町（さんわまち）は、熊本県の北部、飽託郡にかつてあった町である。

## 地理
- 河川：白川、坪井川、井芹川
- 山：万日山、独鈷山、肥州高野山、城山

## 歴史
- 1944年2月11日 - 池上村、高橋町、城山村が合併して三和町が発足。
- 1949年2月11日 - 池上村が分立。
- 1950年5月1日 - 高橋村と城山村に分割され消滅。

## 学校
- 三和町立三和東小学校（現在の熊本市立池上小学校）
- 三和町立三和西小学校（現在の熊本市立高橋小学校）
- 三和町立三和小学校（現在の熊本市立城山小学校）
- 三和町立三和中学校（現在の熊本市立三和中学校）